# Plod
Plód ali sád je v botaniki dozorelo jajčece v stanju semenske zrelosti cvetoče rastline. Sestoji se iz semen in osemenja ali oplodja.
Plod lahko pomeni tudi sadje, vendar to ni nujno. Kadar oba pojma enačimo, je plod običajno sladek in mesnat. Taki so na primer sliva, jabolko in pomaranča. Plodovi, ki jih ne uvrščamo med sadje, a se uporabljajo v kulinariki, so na primer buče, oves, paradižnik in zeleni poper. Ti spadajo med zelenjavo oziroma poper med začimbe.

## Zgradba ploda
Plod se sestoji iz semen in osemenja ali oplodja, ki se imenuje perikarp (gr. peri = okoli, karpos = plod). Osemenje je pogosto sestavljeno iz treh slojev:
- zunanji sloj eksokarp (gr. exo = zunaj)
- srednji sloj mezokarp (gr. mesos = srednji)
- notranji sloj endokarp (gr. endon = notri)

Od zunaj navznoter skoraj vse plodove ovija eksokarp (zunanji sloj) in endokarp (notranji sloj), ki obdaja seme. Veliko plodov ima med njima mezokarp - srednji, običajno sočen ovoj..
Ker v mnogih primerih osemenje nastane iz stene plodnice, sta eksokarp in endokarp pogosto enoslojna in ustrezata povrhnjici plodnih listov. Mezokarp, ki je povečini debel in sočen pa v mnogih primerih ustreza sredici plodnih listov.

## Nastanek ploda
Oploditev sledi oprašitvi in plodni listi (karpeli), ki so nosilci ženskih semenskih zasnov, začno po oploditvi rasti. Spremenijo obliko, otrdijo ali omesenijo in se postopno spremenijo v zrel plod.

## Razdelitev plodov
Obstaja več klasifikacij plodov. Danes večina morfologov plodove uvršča v tri skupine:
- enostavni plodovi
- birni plodovi
- soplodja

Enostavni in birni plodovi so monantokarpni, ker se razvijejo iz enega cveta, soplodja pa so poliantokarpna, ker se razvijejo iz socvetja.

### Enostavni plodovi
Za enostavne plodove je značilno, da nastajajo vedno iz enega pestiča, če pa je v cvetu več pestičev, nastane tudi več plodov. Delimo jih v sejalne plodove in zaprte plodove.
- Za sejalne plodove je značilno, da semena raztrosijo. Imajo večinoma suho osemenje in vsebujejo več semen. Za sejalne plodove je značilno, da se njihov perikarp prej ali slej posuši in da nastanejo napetosti, ki povzročijo sunkovito odpiranje perikarpa, pri čemer se semena iztrosijo npr. mak, klinčnice.
- Za zaprte plodove je značilno, da jih trajno obdaja osemenje in da odpadejo skupno z njim. Zaprti plodovi so lahko sočni ali suhi. K sočnim, zaprtim plodovom prištevamo npr. jagode vinske trte, pomaranče in limone, plod češmina, plod paradižnika, kaki... K zaprtim plodovom prištevamo tudi koščičaste plodove npr. breskva, marelica, sliva, oljka. K zaprtim suhim plodovom prištevamo orehe, oreške, plod srobota, plod zlatice, plodovi bresta, jesena in breze, lešniki, bukov žir, hrastov želod in plod navadne ajde, ...

### Birni plodovi
Za birne plodove je značilno, da nastanejo iz prostih plodnih listov, ki dozorijo v samostojne plodiče (mešičke, orehe), npr. malinjak in robida. Pri jagodnjaku so plodiči zrasli z omesenelo cvetno osjo.

### Soplodja
Soplodja nastanejo iz socvetja in imajo videz enotnega ploda. Soplodja tvorijo smokva, murva, pravi kostanj, figovec, ananas, storžek hmelja. Med soplodja prištevamo tudi storže iglavcev: smreka, jelka, bor ter omesenele brinove storže.

## Razširjanje plodov in semen
V glavnem ločimo dve vrsti razširjanja semen in plodov:
- Lastno razširjanje (avtohorija) - rastlina sama razpolaga z mehanizmom za izmetavanje semen in plodov. Ob dotiku nedotikinih (Impatiens) plodov, se semena eksplozivno izvržejo.[4]
- Razširjanje s pomočjo zunanjih dejavnikov (aloharija) poteka s pomočjo :

- voda (hidrohorija),
- veter (anemohorija),
- živali (zoohorija) - človek (antropohorija), mravlje (mirmekohorija), ptiči (ornitohorija)